# Lobsang Chökyi Gyaltsen
Lobsang Chökyi Gyaltsen var den fjärde inkarnationen av Panchen Lama i Gelug-sekten i den tibetanska buddhismen och den förste som erkändes som Panchen Lama under sin livstid.
Lobsang Chökyi Gyaltsen var den femte Dalai Lamas lärare och allierade. Dalai Lama skänkte klostret Trashi Lümpo i Shigatse till Lobsang Chökyi Gyaltsen och förklarade honom vara en inkarnation av Amitabha Buddha. När han dog vid 93 års ålder inledde Dalai Lama ett sökande efter hans inkarnation och etablerade därmed Panchen Lama-traditionen.
Lobsang Chökyi Gyaltsen var en flitig författare och inte mindre än tre hundra verk har tillskrivits honom.